# Proyecto de Estatuto de Autonomía de Galicia de 1936
El Estatuto de Autonomía de Galicia de 1936 fue un estatuto de autonomía para Galicia (España) redactado durante la Segunda República, que fue plebiscitado el 28 de junio de 1936 pero que no llegó a ser aplicado debido al estallido de la Guerra Civil, dado que Galicia quedó en manos de los sublevados desde su inicio.

## Antecedentes
Aunque en el momento de la proclamación de la República existían corrientes galleguistas, fundamentalmente en medios intelectuales, no existían partidos políticos nacionalistas propiamente dichos. En 1929 surgió la Organización Republicana Gallega Autónoma, ligada en sus orígenes a las Irmandades da Fala coruñesas y liderada por Santiago Casares Quiroga y Antón Villar Ponte, con un programa de corte fundamentalmente federalista, cuyo programa se concretó en el pacto de Lestrove (26 de marzo de 1930), con la creación de la Federación Republicana Gallega, la cual, sin embargo, aparecía demasiado ligada al republicanismo estatal. En diciembre de 1931 se crea el primer partido abiertamente nacionalista, el Partido Galeguista, liderado por Castelao.

## Anteproyecto de Estatuto de 1936

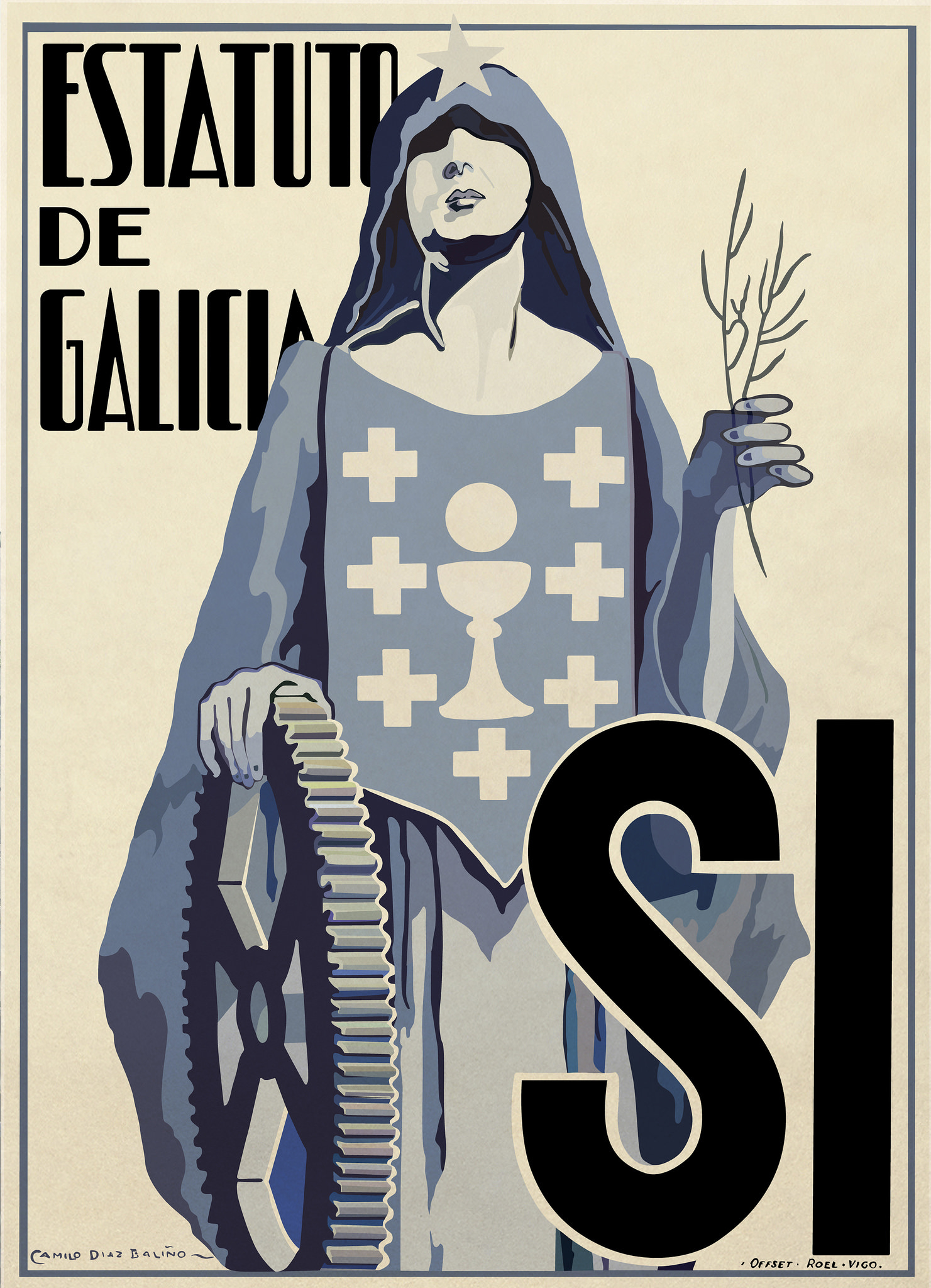
Cartel realizado por Camilo Díaz Baliño.

El camino hacia la autonomía comenzó en mayo de 1931, cuando el Seminario de Estudios Gallegos elaboró un proyecto de Estatuto, en el que Galicia era definida como un Estado Libre dentro de la República Federal Española, el cual, sin embargo, no fue aceptado por las fuerzas mayoritarias gallegas. El mismo destino corrieron otros proyectos, como el texto elaborado por los parlamentarios gallegos en las Constituyentes.
Finalmente, en abril de 1932, el alcalde republicano de Santiago de Compostela, Raimundo López Pol, impulsó un movimiento municipalista en favor de la autonomía. En julio se llevó a cabo una asamblea de municipios en la que se acordó constituir una comisión redactora. La comisión la componían Salvador Cabeza de León (exalcalde de Santiago y Decano de la Facultad de Derecho de la Universidad de Santiago de Compostela), Manuel Iglesias Corral (alcalde de La Coruña), Eladio Rodríguez (presidente de la Real Academia Gallega), Manuel Lugrís Freire (académico numerario de la RAG), Jacobo Arias del Villar (ingeniero forestal de La Coruña), Avelino López Otero (secretario del Partido Republicano Gallego), Rodrigo Sanz López (presidente del Secretariado de Galicia en Madrid), Alexandre Bóveda (miembro del Partido Galeguista), Santiago Montero Díaz (doctor en Filosofía y Letras) y Enrique Rajoy Leloup (concejal compostelano y Decano del Colegio de Abogados de Santiago). El anteproyecto preparado por la comisión se debatió en una nueva asamblea realizada en diciembre de ese año en la que se aprobó el documento definitivo (19 de diciembre) con el apoyo del 77 % de los municipios gallegos, que representaban al 84,7 % de la población. 
Sin embargo, el procedimiento necesario, que incluía un referéndum sobre el texto no se llevó a cabo, primero por las disensiones entre las fuerzas políticas gallegas, y después por el parón autonomista impuesto durante el bienio radical-cedista. Sólo se recuperaría tras el triunfo del Frente Popular en febrero de 1936. Cuando en este año, y para no perder la carrera del Estatuto de Autonomía, el Partido Galeguista tuvo que optar por apoyar al Frente Popular, la crisis interna fue muy aguda, y un sector importante, encuadrado en la denominada Dereita Galeguista y liderados por Vicente Risco, se desvinculó del PG.
El 28 de junio de 1936 se celebró finalmente el referéndum del Estatuto. En aquel momento, el gallego Santiago Casares Quiroga era el presidente del Gobierno de la Segunda República. Galicia fue empapelada con carteles de Castelao, Luís Seoane, Isaac Díaz Pardo, etc. Del total de 1 343 135 electores de que constaba el censo, votaron 1 000 963, el 74,56 % del censo electoral, con 993 351 votos a favor, 6161 en contra y 1451 papeletas en blanco.
El 15 de julio de 1936, Gómez Román y Castelao entregaron al Presidente de las Cortes Españolas el texto del Estatuto aprobado en referendo para el inicio de los trámites para su aprobación. Sin embargo, el Estatuto de 1936 no llegó a entrar en vigor, debido al estallido de la Guerra Civil, aunque las Cortes Españolas lo aceptaron a trámite el 1 de febrero de 1938, sin que pudiera llegar más lejos. El estatuto quedó de nuevo paralizado ante la negativa del PSOE a nombrar sus representantes en la Comisión. Por fin fue aprobado en la reunión de las Cortes de la Segunda República Española en el exilio en México en 1945.